# Christian Adolph von Holsten
Christian Adolph von Holsten, född 12 juni 1669 på Gelskovs gods i Hillerslevs socken i dåvarande Svendborgs amt på Fyn, död 28 februari 1710 under Slaget vid Helsingborg, var en dansk militär.

## Biografi
Holsten föddes som äldsta son till justitierådet Adolph Hans von Holsten och Ide Rathlou på familjens gods Gelskov. Han tog värvning i det danska kavalleriet och tjänstgjorde i det kyrassiärregemente som 1700 värvats av Cai Burchard Ahlefeldt och sedan 1701 deltagit i engelsk tjänst i Spanska tronföljdskriget i Flandern. Under kriget deltog Ahlefeldts (senare Württembergs) kyrassiärregemente vid bland annat Slaget vid Blenheim 1704 och Slaget vid Ramillies 1706. I regementet var han major och blev 1704 utnämnd till överstelöjtnant. Efter att de huvudsakliga striderna i Flandern under en tid bedarrat köpte han 1707 gården Finstrup på Fyn tillsammans med sin bror, Godske Ditlev Holsten. Gården kom 1723 att byta namn till Holstenshuus. I oktober 1709 utsågs Holsten inför det danska fälttåget i Skåne och Blekinge till chef för Livregiment Dragoner efter det att dess ursprungliga befälhavare, Christian Rodsteen, utsetts till generalmajor. Han fick samtidigt överstes karaktär. Under fälttåget deltog han i Slaget vid Helsingborg där hans regemente var placerat på den danska högerflygeln. I början av slaget var regementet inblandat i de första striderna vid Brohuset under vilka Holsten ska ha stupat, då regementet under de senare striderna anfördes av hans nästkommenderande, Jørgen Christopher Koppelow. Holsten var ogift och saknade barn.